# Даллас Тауншип (округ Лузерн, Пенсільванія)
Даллас Тауншип (англ. Dallas Township) — селище (англ. township) в США, в окрузі Лузерн штату Пенсільванія. Населення — 9099 осіб (2020).

## Демографія
Згідно з переписом 2010 року, у селищі мешкали 8994 особи в 3333 домогосподарствах у складі 2095 родин. Було 3606 помешкань
Расовий склад населення:
| - 97,9 % — білих - 0,9 % — азіатів - 0,3 % — чорних або афроамериканців - 0,1 % — корінних американців |

До двох чи більше рас належало 0,7 %. Частка іспаномовних становила 1,0 % від усіх жителів.
За віковим діапазоном населення розподілялося таким чином: 18,1 % — особи молодші 18 років, 59,5 % — особи у віці 18—64 років, 22,4 % — особи у віці 65 років та старші. Медіана віку мешканця становила 44,3 року. На 100 осіб жіночої статі у селищі припадало 80,7 чоловіків;  на 100 жінок у віці від 18 років та старших — 74,9 чоловіків також старших 18 років.
Середній дохід на одне домашнє господарство  становив 78 576 доларів США (медіана — 62 817), а середній дохід на одну сім'ю — 97 212 долари (медіана — 78 553). Медіана доходів становила 51 707 доларів для чоловіків та 36 982 долари для жінок. За межею бідності перебувало 9,3 % осіб, у тому числі 7,9 % дітей у віці до 18 років та 11,1 % осіб у віці 65 років та старших.
Цивільне працевлаштоване населення становило 4071 особа. Основні галузі зайнятості: освіта, охорона здоров'я та соціальна допомога — 25,1 %, роздрібна торгівля — 14,8 %, науковці, спеціалісти, менеджери — 10,9 %, транспорт — 7,5 %.